# Winslow-Riff (Phoenixinseln)

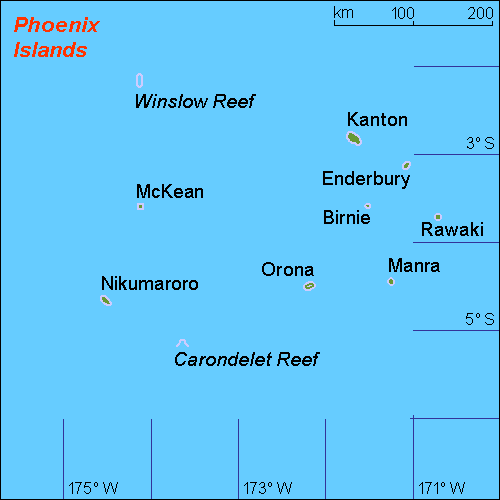
Karte der Phönixinseln mit Lage des Winslow-Riffs im Nordwesten

Das Winslow-Riff (engl.: Winslow Reef) ist ein Korallenriff im Pazifischen Ozean. Es liegt im nordwestlichen Bereich der zum Inselstaat Kiribati gehörenden Phoenixinseln und befindet sich etwa 240 km nordwestlich der Insel McKean. Das Riff ist in Ost-West-Richtung etwa 1,6 km lang und liegt an seiner höchsten Stelle mindestens 11 m unter der Meeresoberfläche. 
Das Riff wurde 1851 vom Walfangschiff Phoenix, nach dem auch die gesamte Inselgruppe benannt ist, aus entdeckt und nach dessen Kapitän Perry Winslow benannt. Robert Louis Stevenson erwähnt das Winslow-Riff 1889 in einem seiner Briefe. 